# Bobby De Cordova-Reid
Bobby Armani De Cordova-Reid (* 2. Februar 1993 in Bristol) ist ein englisch-jamaikanischer Fußballspieler, der seit 2024 bei Leicester City unter Vertrag steht. Seit 2019 spielt De Cordova-Reid für die jamaikanische Fußballnationalmannschaft.

## Familie
Bobby Armani De Cordova-Reid ist afro-karibischer Herkunft. Seine Großeltern waren als Teil der Windrush-Generation aus Jamaika nach Großbritannien eingewandert. Er hat fünf Geschwister, darunter die Politikerin und Unterhausabgeordnete der Labour Party Marsha de Cordova.

## Vereine

### Bristol City
Der aus der eigenen Jugendakademie stammende Bobby De Cordova-Reid debütierte am 7. Mai 2011 im Alter von achtzehn Jahren für Bristol City bei einem 3:2-Heimsieg über Hull City in Football League Championship 2010/11. Im November 2011 verlieh ihn der Verein an den Viertligisten Cheltenham Town, für den er jedoch lediglich ein Ligaspiel bestritt. Nach drei Einsätzen für Bristol in der Football League Championship 2012/13 wurde De Cordova-Reid erneut verliehen, diesmal an den Drittligisten Oldham Athletic, für den der Mittelfeldspieler in sieben Ligapartien zum Einsatz kam.
In der Football League One 2013/14 wurde De Cordova-Reid in 24 Ligaspielen eingesetzt und erzielte dabei am 14. Dezember 2013 seinen ersten Treffer, der jedoch nicht die 1:2-Heimniederlage gegen Rotherham United verhindern konnte. Die Saison 2014/15 verbrachte er mit kurzen Unterbrechungen auf Leihbasis beim Viertligisten Plymouth Argyle und erzielte dort 3 Tore in 33 Ligaspielen. Bristol City stieg in der Football League One 2014/15 als Drittligameister in die zweite Liga auf, so dass De Cordova-Reid sich nach seiner Rückkehr am Saisonende auf den Start in der Football League Championship vorbereiten konnte. In den kommenden zwei Spielzeiten kam De Cordova-Reid regelmäßig zum Einsatz, landete mit seinem Team jedoch jeweils nur im unteren Tabellendrittel.
2017/18 konnte Bobby De Cordova-Reid seine Trefferquote deutlich ausbauen und mit neunzehn Treffern die drittbeste Torausbeute der Liga aufweisen. Bristol City beendete die Saison als Tabellenelfter, nachdem lange Zeit gute Aussichten auf den Einzug in die Play-offs bestanden hatte. Als Auszeichnung für seine guten Leistungen wurde er am Saisonende ins PFA Team of the Year der zweiten Liga gewählt.

### FC Fulham
De Cordova-Reid heuerte für eine Ablösesumme von zehn Millionen Pfund Ende Juni 2018 beim Erstligisten Cardiff City an. Dort stieg er nach einem Jahr ab und im August 2019 wechselte er auf Leihbasis innerhalb der zweiten Liga zum FC Fulham. Am 24. Januar 2020 verpflichtete ihn Fulham fest und De Cordova-Reid unterzeichnete bei dem Klub, der zum Ende der Saison 2019/20 in die Premier League aufstieg, einen Vertrag mit einer Restlaufzeit von dreieinhalb Jahren.

### Leicester City
Am 6. Juli 2024 wechselte der 31-Jährige zum Erstliga-Aufsteiger Leicester City und unterzeichnete einen bis 2027 gültigen Vertrag.